# Collins Nzovu
Collins Nzovu ist ein sambischer Politiker der Vereinigten Partei für die nationale Entwicklung UPND (United Party for National Development), der seit 2021 Mitglied der Nationalversammlung (National Assembly of Zambia) sowie seit 2021 Minister für grüne Wirtschaft und Umwelt im Kabinett von Staatspräsident Hakainde Hichilema ist.

## Leben
Collins Nzovu absolvierte nach dem Schulbesuch ein Studium im Fach Bauingenieurwesen an der Universität von Sambia, das er mit einem Bachelor of Engineering beendete. Er absolvierte zudem ein postgraduales Studium an der Universität Brüssel, welches er mit einem Master of Science (M.Sc.) abschloss. Er war daraufhin als Bauingenieur in der Planung und dem Bau von Wasserkraftwerken, im Wasserressourcenmanagement für die elektrische Energieerzeugung aus Wasserkraft und im Umweltmanagement. Er war daraufhin von 2006 bis 2021 für das staatliche Energieversorgungsunternehmen ZESCO (Zambia Electricity Supply Corporation) tätig, wo er zum stellvertretenden Direktor aufstieg und ein Portfolio von Tiefbauarbeiten und -projekten im Wert von über 5 Milliarden US-Dollar verwaltete.
Bei den Wahlen am 12. August 2021 wurde er für die Vereinigte Partei für die nationale Entwicklung UPND (United Party for National Development) im Wahlkreis Nangoma erstmals zum Mitglied der Nationalversammlung (National Assembly of Zambia) gewählt. Im September 2021 wurde er als Minister für grüne Wirtschaft und Umwelt (Minister of Green Economy and Environment) in das Kabinett von Staatspräsident Hakainde Hichilema berufen. Als Minister ist er damit in der Regierung für die Formulierung und Überprüfung von Richtlinien und Gesetzen zu grüner Wirtschaft, Klimawandel, Forstwirtschaft, biologischer Sicherheit und Umweltmanagement zuständig, um eine nachhaltige Entwicklung und soziale Gerechtigkeit zu gewährleisten. Zu seinem Aufgabenbereich gehört derzeit auch die Organisation und Einberufung des Ministerrates zum Klimawandel, der das oberste politische Gremium für Fragen des Klimawandels darstellt und dessen Vorsitz die Vizepräsidentin der Republik Sambia, Mutale Nalumango, innehat.